# Діаграма деформування

Рис.1 Діаграма деформування (початкова ділянка) металевого матеріалу. Напруження показано у функції від деформації
1: Границя істинної пружності
2: Границя пропорційності
3: Границя пружності
4: Границя плинності умовна, σ_{0,2}

Рис.2 Діаграма розтягу конструкційної сталі
1. Границя міцності
2. Границя плинності
3. Руйнування
4. Область деформаційного зміцнення
5. Область деформаційного знеміцнення
A: Умовне напруження (F/A_{0})
B: Істинне напруження (F/A)

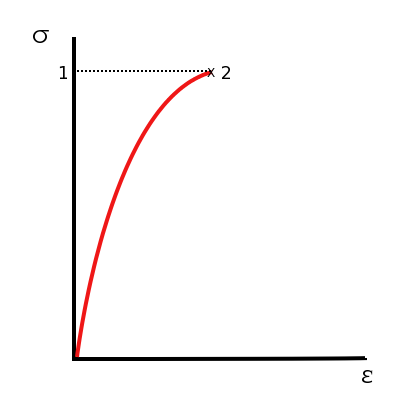
Рис.3 Крива деформування крихкого матеріалу

Діагра́ма деформува́ння відображає залежність між напруженням і деформацією матеріалу. Може бути отримана в результаті механічних випробувань (для випадку розтягування — випробувань на розтягування). Крива діаграми може мати різну форму в залежності від виду матеріалу, його стану та умов, при яких відбувалось випробування (наприклад від температури).

## Загальні поняття
Загальновідомо, що прикладене навантаження до зразка з досліджуваного матеріалу викликає появу у ньому деформації. Взаємозв'язок навантаження і деформації описуються так званою машинною діаграмою деформування. Спочатку деформація зразка (при розтягуванні — приріст довжини Δl) є пропорційною до навантаження P, що зростає. Далі у певній точці ця пропорційність порушується, однак для збільшення деформації необхідним є подальше зростання навантаження Р; при Δl>Δlв деформація розвивається при поступовому спаданні навантаження і завершується руйнуванням зразка.
Оцінювання опору матеріалу деформуванню механічними напруженнями, що характеризують навантаження, яке припадає на одиницю площі поперечного перерізу зразка є зручнішим і у більшій мірі універсальним.
Вид діаграми деформування не зміниться, якщо по осі ординат відкладати напруження
{\displaystyle \sigma ={\frac {P}{A_{0}}},}
а по осі абсцис — відносне видовження
{\displaystyle \varepsilon ={\frac {\Delta l}{l_{0}}}\cdot 100\%,}
де A0 і l0 — відповідно початкова площа поперечного перерізу і розрахункова довжина зразка. Діаграма деформування, отримана таким способом, називається умовною діаграмою деформування, оскільки умовно вважається, що площа поперечного перерізу є сталою у процесі випробування.
На базі такої діаграми для металевих матеріалів визначають наступні механічні характеристики.
- границю пропорційності;
- границю плинності;
- границю пружності;
- границю міцності.

Для крихких матеріалів руйнування (границя міцності) досягається раніше від інших границь, тому перші три поняття з чотирьох приведених вище для крихких матеріалів втрачають зміст.
У конструкційних неметалевих матеріалів (пластмаси, гуми) прикладене навантаження може викликати пружну, високоеластичну і залишкову деформації. На відміну від пружної, високоеластична деформація зникає не зразу після розвантаження, а протягом певного часу.

## Характерні точки та ділянки діаграми
Діаграма розтягування має низку характерних ділянок (див. рис.1 та 2).
Від початку навантажування до певного значення напружень має місце прямо пропорційна залежність між напруженням та деформацією. На цій стадії розтягування справедливий закон Гука.
Далі ця лінійна залежність втрачається і межа має назву границя пропорційності. Отже, границею пропорційності називається найбільше умовне напруження, за якого з обумовленим відхиленням зберігається лінійна залежність між напруженнями і деформаціями у зразку (точка 2 рис.1).
При подальшому збільшенні навантаження, у матеріалі з'являються залишкові деформації, що не зникають після розвантаження. Найбільше напруження, до якого залишкова деформація не виявляється, називається границею пружності (точка 3 рис.1).
Для випадку конструкційних сталей границя плинності відповідає площинці плинності діаграми деформування матеріалу. Подальше збільшення навантаження приводить до появи горизонтальної площинки плинності на діаграмі деформування (точка 2 на рис.2). Такий процес деформації називають плинністю матеріалу, що супроводжується залишковим подовженням при постійному навантаженні (напруженні), яке не зникає після розвантаження. Отже, границею плинності (англ. Yield Strength) σТ зветься найменше напруження, при якому деформація зразка відбувається при постійному розтягувальному напруженні. У випадку, якщо така площинка плинності відсутня, замість σт використовується напруження σ0,2 (читається: сигма нуль-два), яке відповідає напруженню, при якому залишкова відносна деформація у матеріалі (пластична деформація) складає {\displaystyle \epsilon =0,2\%} на довжині випробовуваного зразка (точка 4 на рис.1).
Початок пластичної деформації відповідає настанню деякого критичного стану, який можна виявити не тільки за появою залишкових деформацій, але і за підвищенням температури, зміною електропровідності та магнітних властивостей при цьому. Після стадії текучості матеріал знову набуває здатності збільшувати опір (зона деформаційного зміцнення англ. Strain Hardening) до деякої границі. Напруження, що відповідає максимальному опору матеріалу має назву тимчасовий опір або границя міцності (англ. Ultimate Strength) і позначається σв (точка 1 на рис.2).
Подальше деформування матеріалу відбувається катастрофічно і супроводжується локалізацією деформації (поява шийки) та пов'язаним з цим частковим розвантаженням. Ця зона діаграми має назву «область знеміцнення» (англ. Necking region) (поз.5 на рис.2) і закінчується руйнуванням (точка 3 на рис.2).
Слід зауважити, що така форма діаграми (діаграма A на рис.2) має місце, коли оперувати умовними напруженнями (обчислюються відношенням зусилля до початкової площі зразка). У випадку коли розраховувати напруження по реальній площі (істинні напруження), котра у випадку розтягу зменшується, то буде отримано діаграму в істинних напруженнях (діаграма B, на рис.2) і характерного екстремуму, що відповідає границі міцності не спостерігається.
Наведені вище закономірності характерні для пластичних матеріалів. У випадку крихких матеріалів (наприклад, скла) діаграма деформування по деформаціях є значно коротшою і, слід відзначити, що руйнування настає без прояву пластичності (рис.3).